# Reichsmarine
La Reichsmarine (en español: «Armada imperial») fue el nombre que tomó la armada alemana durante la República de Weimar y los dos primeros años de la Alemania nazi, desde el 1 de enero de 1921 al 31 de mayo de 1935. Era la rama naval de la Reichswehr (Defensa imperial). Bajo el nombre de Vorläufige Reichsmarine estuvo provisionalmente activa desde el 16 de abril de 1919 al 31 de diciembre de 1920. 
Después de la fundación de la Wehrmacht, pasó a llamarse Kriegsmarine el 1 de junio de 1935. La marina fundada por la Asamblea Nacional de Frankfurt el 4 de junio de 1848 durante las revoluciónes democrático-burguesas de 1848/49 ya se denominaba en algunos documentos Reichsmarine. Para evitar confusiones, los historiadores utilizan ahora el término Reichsflotte (en español: «Flota Imperial») para la armada de 1848.

## Vorläufige Reichsmarine

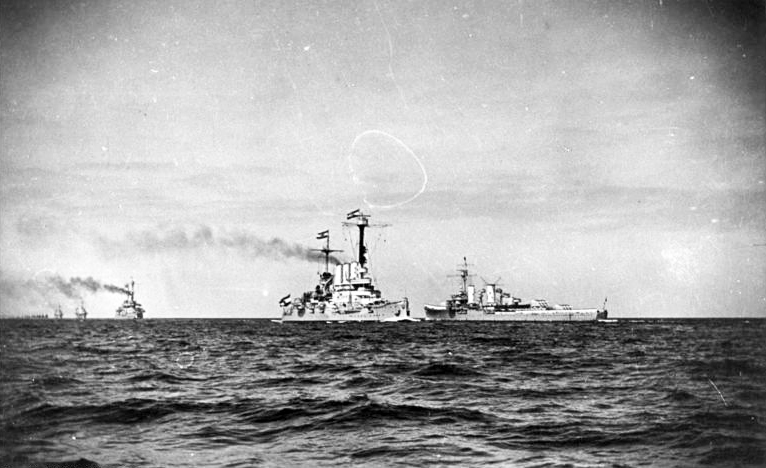
Unidades de la Reichsmarine durante las maniobras de 1929. Se observa un crucero alemán de la clase K a la derecha.

Debido a la ley aprobada por la Asamblea Nacional (en alemán Nationalversammlung) el 16 de abril de 1919, la marina alemana pasó a denominarse Vorläufige Reichsmarine (en español: «Armada Imperial Provisional»). Surgió de la Armada Imperial alemana (en alemán Kaiserlichen Marine) tras el final de la Primera Guerra Mundial. Las tareas de la Reichsmarine incluían seguridad costera, protección pesquera, remoción de minas, policía marítima y apoyo a la marina mercante. En 1919, el liderazgo de la marina fue transferido de la Oficina Naval Imperial Alemana (en alemán Reichsmarineamt), que había existido hasta entonces, al nuevo Almirantazgo (en alemán Admiralität). La bandera de la Reichsmarine provisional era idéntica a la bandera de la Armada Imperial. El breve período de esta armada de transición estuvo marcado por una serie de sucesos y acontecimientos importantes en la historia alemana en los que estuvo directa o indirectamente involucrada: 
- Motín de Kiel del 3 de noviembre de 1918 y posterior revolución alemana 1918-1919.
- Entrega y posterior hundimiento de la Flota de Alta Mar.
- Firma del Tratado de Versalles, el 28 de junio de 1919.
- El golpe de Estado de Kapp (Kapp-Putsch) entre el 13 y el 17 de marzo de 1920.

### Revolución y golpe de Estado

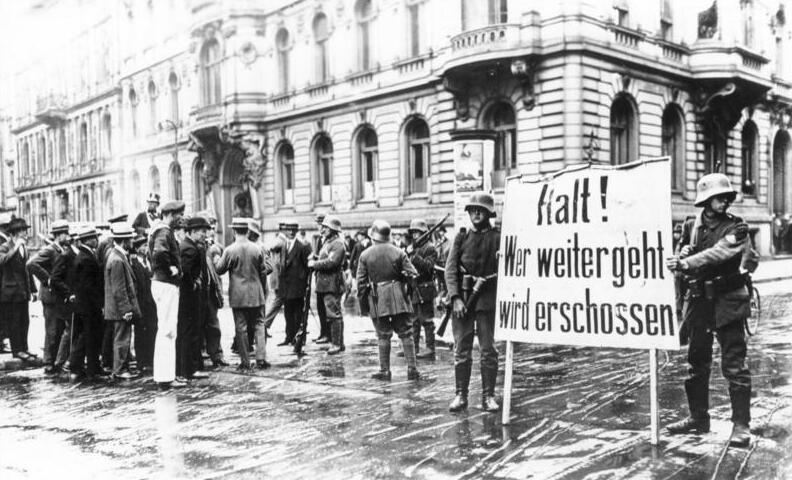
Miembros de la Brigada de Infantería de Marina Ehrhardt como participantes en el golpe de Kapp.

La Revolución de Noviembre de 1918, provocada por la revuelta de los marineros de la Flota de Alta Mar de Kiel, y el internamiento de la Flota de Alta Mar en Scapa Flow condujeron al colapso interno de las fuerzas navales alemanas. Facciones de izquierda, a menudo comunistas, y grupos de oficiales monárquicos conservadores también se unieron como grupos de voluntarios (Freischaren). Los marineros comunistas formaron la División de Infantería de Marina del Pueblo (Volksmarinedivision), las fuerzas conservadoras formaron varias asociaciones, incluidas las brigadas navales Ehrhardt y Loewenfeld, que inicialmente estaban formadas principalmente por soldados profesionales (Berufssoldaten).
Ambos bandos se involucraron en sangrientas batallas y actos de violencia. La Volksmarinedivision se disolvió en marzo de 1919, las brigadas de marina sólo después del golpe de Estado de Kapp en marzo de 1920, en el que desempeñaron un papel clave. Uno de los detonantes fue la orden del Ministro de la Reichswehr, Gustav Noske, de disolver las brigadas navales. La Brigada Ehrhardt apoyó el golpe de Kapp y ocupó Berlín. El jefe del Almirantazgo, el vicealmirante Adolf von Trotha, afirmó que la marina estaba a disposición del nuevo gobierno. Al hacerlo, había colocado a la Vorläufige Reichsmarine fuera de la Constitución. En los años siguientes, se enfrentó a acusaciones de la derecha por la revuelta de los marineros y la Revolución de Noviembre, y de los lados liberal e izquierdo de violar la constitución.

### Hundimiento de la Flota de Alta Mar(Hochseeflotte)y Tratado de Versalles
Otro acontecimiento significativo en la breve historia de la Vorläufige Reichsmarine fue el hundimiento de la Flota de Alta Mar en Scapa Flow el 21 de junio de 1919. Los barcos deberían haber sido entregados a los aliados de acuerdo con los términos del Tratado de Versalles. Como compensación por estas pérdidas, los aliados exigieron la entrega de buques de guerra alemanes adicionales, que el lado alemán ya había planeado utilizar para crear una nueva flota adaptada a las circunstancias. Sin embargo, estos buques confiscados a Alemania fueron objeto de venta para chatarra o como buques objetivos.
El Tratado de Versalles limitaba el tamaño y el equipamiento de la Reichsmarine y evitaba la introducción de nuevas tecnologías. Estas restricciones fueron impuestas para evitar que la armada alemana volviera a suponer una amenaza para las potencias aliadas. Por otra parte, las potencias aliadas deseaban una Reichsmarine lo suficientemente fuerte como para suponer una fuerza que pudiera oponerse en el Báltico a la nueva Unión Soviética, que era vista con desconfianza por los aliados.
A partir de entonces, a la Armada se le permitieron 6 acorazados —más dos de reserva—, 6 cruceros —más dos de reserva— y 12 destructores —más cuatro de reserva—, 12 torpederos —más cuatro de reserva—, 38 dragaminas, 8 guardacostas y buques auxiliares, 8 embarcaciones de protección pesquera, 2 buques hidrográficos o exploradores, 6 paquebotes y 1 buque escuela de vela. Los barcos viejos sólo podían ser reemplazados después de un período de 20 años (acorazados) o 15 años (lbuques menores). Se prohibieron las nuevas construcciones y la compra de barcos en el extranjero, al igual que la propiedad de submarinos. El reemplazo de naves obsoletas no debía exceder las 10 000 t. Los vehículos de entrenamiento con barreras y las unidades desarmadas no estaban sujetos a ninguna restricción numérica. Por lo tanto, la flota dejó desarmada toda una serie de destructores de submarinos, dragaminas ligeros y barcos de limpieza de aguas poco profundas a la creada Reichswasserschutz, de la que más tarde recuperó algunos de los barcos. El personal de la Reichsmarine no podía exceder los 15 000 hombres.

### Preservación de una marina independiente
Debido a los acontecimientos del final de la Primera Guerra Mundial y durante el período revolucionario, la reputación de la Armada había caído a un punto bajo. Sin embargo, el hundimiento de la Flota de Alta Mar había ayudado a reconciliar, al menos parcialmente, al público conservador con la marina. En vista de las estrictas restricciones impuestas por el Tratado de Versalles a las fuerzas armadas alemanas, renunciar por completo a su propia armada, como se discutió en algunos casos, quedaba fuera del debate, ya que el estado se habría debilitado aún más.
Las tareas de la Reichsmarine inicialmente sólo se establecieron en un memorando de la dirección naval de 1920 y correspondían a las de la Vorläufige Reichsmarine (ver ficha). Estuvieron fuertemente influenciados por las necesidades del período inmediato de posguerra. Las tareas policiales y de control tuvieron prioridad sobre la propia tarea de defensa. Sólo después de unos años se volvió a enfatizar la defensa marítima del estado.

## Reichsmarine

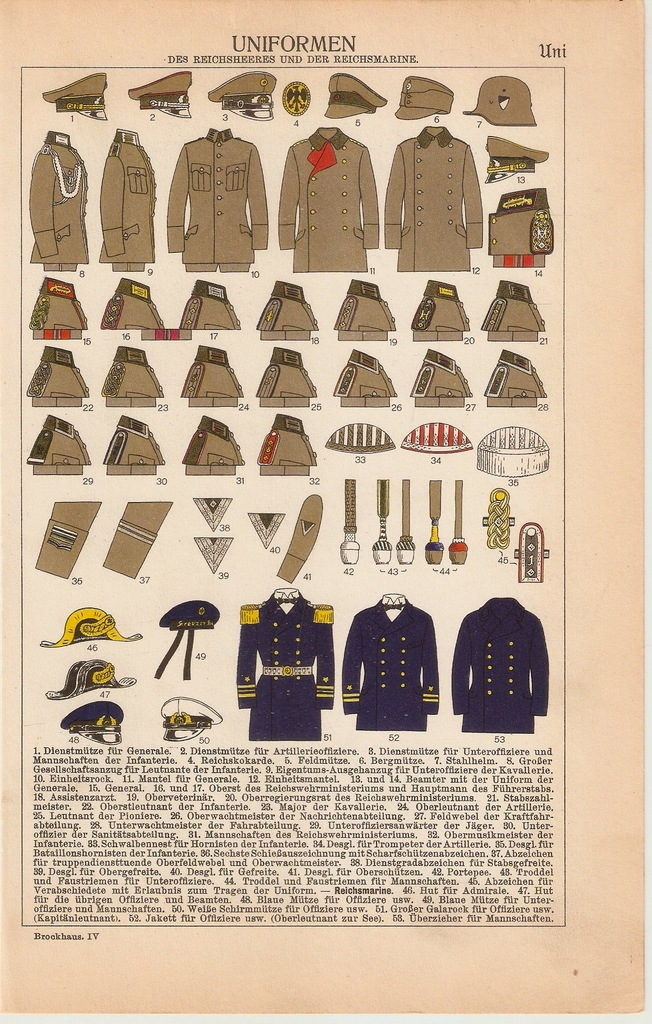
Uniformidad de la Reichsmarine

Con la Ley de Defensa del 23 de marzo de 1921, el nombre se cambió a Reichsmarine (RM) retroactivamente al 1 de enero de 1921. Al mismo tiempo, se determinó la organización final como parte de la Reichswehr. El Presidente del Reich (Reichspräsident) era el comandante supremo (Oberbefehlshaber) de todas las fuerzas armadas. Bajo su mando, el Ministerio de Guerra (Reichswehrministerium) tenía autoridad de mando sobre la Reichswehr. Los jefes del mando del ejército (Heeresleitung) y del mando naval (Marineleitung) le asesoraban en su cometido como comandantes militares.
La bandera de guerra del Imperio (Kriegsflagge), que se utilizaba de facto y provisionalmente hasta el 31 de diciembre de 1921, fue sustituida por la bandera de guerra de la Reichsmarine: básicamente era el torrotito de la Marina Imperial con barras negras, blancas y rojas, cargada con una cruz de hierro al centro. La variación fue disponer los colores negro, rojo y dorado del Imperio, ahora bandera nacional, en la esquina superior izquierda (cantón). El cantón fue retirado nuevamente el 14 de marzo de en 1933.

### Cometidos
Las consideraciones operativas del mando naval se centraron inicialmente en Polonia, debido a la discontinuidad territorial con de Prusia Oriental y la Ciudad Libre de Danzig. Después se incluyó al “enemigo hereditario” Francia. En caso de alianza entre ambos oponentes, se produciría una peligrosa situación de dos frentes. Un conflicto con Gran Bretaña parecía impensable y habría llevado a la dirección naval a una situación desesperada. Incluso el almirante Erich Raeder se negó oficialmente y estrictamente a preparar a la Armada para esta eventualidad o incluso a actuar a través de ella.
Sin embargo, en una conversación con el Canciller del Reich el 27 de junio de 1934, expresó la opinión de que:

《(...) la flota tendría que desarrollarse más tarde contra Inglaterra y a partir de 1936 los barcos grandes tendrían que estar armados con cañones de 350 mm para poder oponerse a los acorazados de la clase King George.》
Erich Raeder

En opinión de Gerhard Schreiber, esto finalmente reveló la continuidad del pensamiento antibritánico desde la época del almirante Tirpitz. Sin embargo, una alianza entre Francia y la Unión Soviética parecía ser un peligro concebible desde el principio. La marina francesa era mucho más fuerte que la alemana y podría bloquear las rutas marítimas en el Mar del Norte. Lo mismo se aplica a una alianza de fuerzas navales franco-soviéticas para el Mar Báltico. Por lo tanto, a más tardar a partir de mediados de la década de 1920, la planificación armamentista alemana se centró en contrarrestar esta amenaza.
No fue hasta 1928 que el nuevo ministro de la Reichswehr, Wilhelm Groener, emitió directrices operativas para el ejército y la marina. Entre otras cosas, la marina debía poder derrotar a la marina polaca en un plazo de 72 horas y eliminar la base de Gdynia. El objetivo era enviar una señal disuasoria en caso de un conflicto fronterizo con Polonia, como ocurrió en la inmediata posguerra.La Reichsmarine comenzó en 1929 la construcción de acorazados para substituir al Preußen, botado en 1903, y a partir de 1924 con el reemplazo del crucero Niobe, botado en 1899. Alemania trató de cumplir las limitaciones armamentísticas mediante innovaciones tecnológicas y con la introducción de armamento secreto.

### Organización

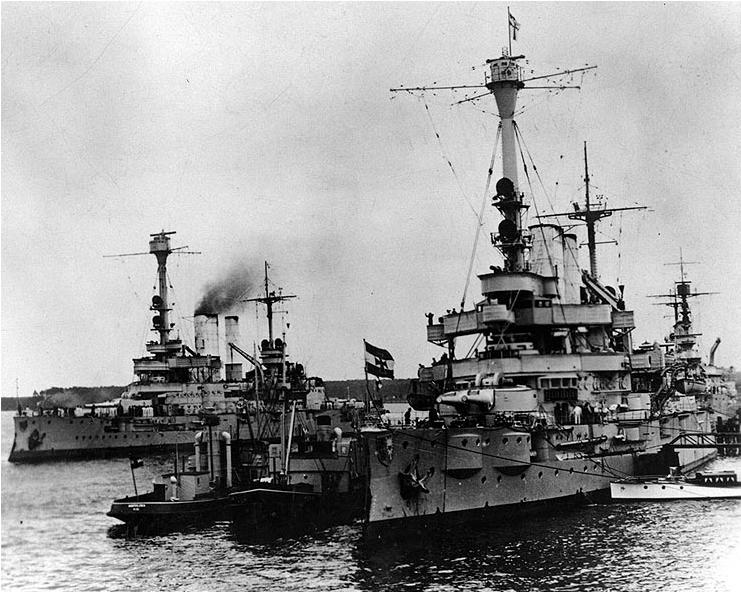
Los veteranos Schleswig-Holstein (en primer plano), Schlesien (izquierda) y Hessen ca. 1930. Estos barcos, que ya estaban obsoletos en 1919, formaron durante mucho tiempo el núcleo de la Reichsmarine

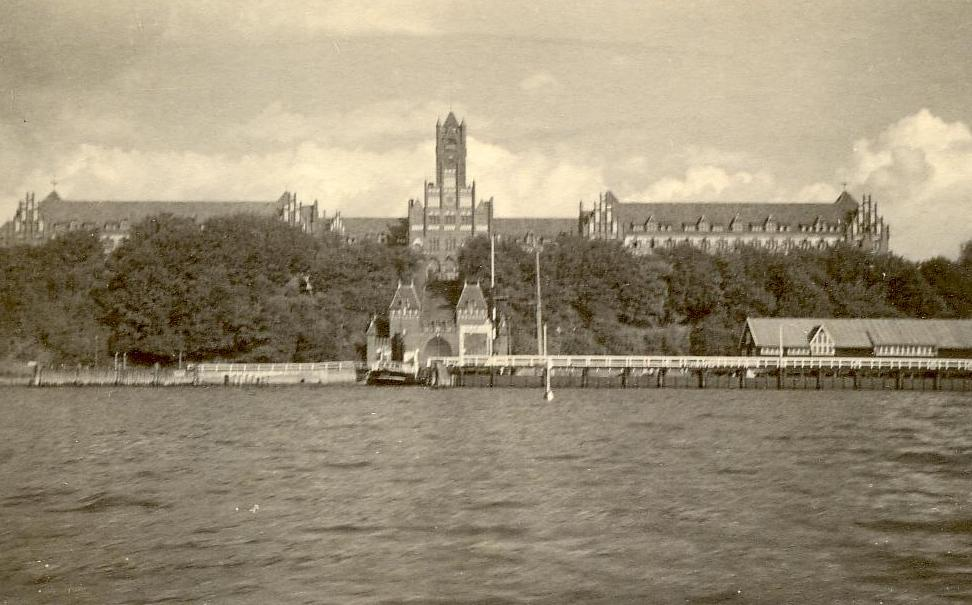
Escuela Naval de Mürwik, edificada en 1910, en una foto de 1929

Bases navales del Imperio Alemán. Tras la I Guerra Mundial, la República de Weimar perdió la de Danzig y Memel

Después de la Primera Guerra Mundial, se creó el Ministerio de la Reichswehr en Berlín como máxima autoridad del ejército. En el ministerio, además del mando del ejército, estaba el mando naval como máximo mando de la Reichsmarine. A su cabeza estaba el jefe de la dirección naval. Estaban subordinados a él (a partir de 1930/31):
- Mando de la Flota (Flottenkommando), liderado por el jefe de la flota en su buque insignia (Flottenflaggschiff) Schleswig-Holstein en Kiel, más el dragaminas Hela)
  - Mando de la flota de acorazados (Befehlshaber der Linienschiffe B.d.L.) en el buque insignia Schlesien en Wilhelmshaven, con los buques siguientes:
    - Acorazados Hannover, Hessen y los mencionados Schleswig-Holstein y Schlesien
    - Buques de reconocimiento (Flottentender) Meteor, Peilboote II y V

  - Mando de la flota de cruceros (Befehlshaber der Aufklärungsstreitkräfte - B.d.A.) en el crucero ligero Königsberg en Kiel, con los buques siguientes:
    - Cruceros ligeros (Leichte Kreuzer) Emden, Köln, el mencionado Königsberg y el Leipzig
    - I. Flotilla de Torpederos (Torpedobootsflottille) en Swinemünde.
    - II. Flotilla de Torpederos (Torpedobootsflottille) en Wilhelmshaven
    - 1.ª Media Flotilla de barrido de minas (Minensuchhalbflottille) en Kiel
- Mando de la Estación Naval del Mar Báltico (Kommando der Marinestation der Ostsee) en Kiel
  - Defensa costera del Mar Báltico (Küstenverteidigung der Ostsee)
    - Divisiones de Artillería Naval (Marineartillerieabteilungen) I. (Kiel), III. (Swinemünde) y V. (Pillau)
    - Comandancias (Kommandanturen) in Swinemünde y Pillau

  - División de Buques del Mar Báltico (Schiffsstammdivision der Ostsee - S.D.O.)
    - Agrupación de vehículos (Fahrzeugverband) del Mar Bático en Kiel con el Nordsee, barco escolta para lanchas rápidas y despeje de zonas (Stationstender)

  - Inteligencia costera del Mar Báltico (Küstennachrichtenwesen der Ostsee)
  - Inspección de Educación Naval (Inspektion des Bildungswesens der Marine - B.I.)
    - Escuelas navales (Marineschulen) en Flensburg-Mürwik, Friedrichsort y Bahía de Kiel
    - Escuelas técnicas navales (Marinefachschulen)
    - Archivo Naval (Marinearchiv) en Berlín
    - Cruceros escolares (Schulkreuzer) temporalmente subordinados
    - Buque escuela de vela (Segelschulschiff) Niobe

  - Inspección de Torpedos y Minas Marinas (T.M.I.)
    - Instituto de pruebas de torpedos (Torpedoversuchsanstalt) T.V.A. en Eckernförde
    - Escuela de torpedos y comunicaciones (Torpedo- und Nachrichtenschule) T.N.S. en la  Academina Naval de Flensburg-Mürwik
    - Laboratorio de torpedos (Torpedolaboratorium) en Kiel
    - Instituto de Investigación de Comunicaciones (Nachrichtenmittelversuchsanstalt - N.V.A.) con centro de pruebas de radio en Pelzerhaken, y barco experimental (Versuchsboot) Grille
    - Escuadrón de confinamiento (Sperrversuchskommando S.V.K.) en Kiel, además de una unidad experimental (Versuchsverband) con el Nautilus, Pelikan, S 23 y T 155
    - Departamento de confinamiento (Sperrabteilung) in Kiel con escuela y unidad de confinamiento
- Comando de la Estación Naval del Mar del Norte (Marinestation der Nordsee) en Wilhelmshaven
  - Defensa costera (Küstenverteidigung) del Mar del Norte
    - División de Artillería Naval (Marineartillerieabteilungen), con unidades  II. (Wilhelmshaven), IV. (Cuxhaven) y VI. (Emden)

  - División principal de buques (Schiffsstammdivision) del Mar del Norte (S.D.N.) en Wilhelmshaven
    - Asociación de vehículos del Mar del Norte con los buques de apoyo (Stationstender) Frauenlob, y embarcaciones de protección pesquera (Fischereischutzbooten) Zieten, Elbe y Weser

  - Inteligencia costera (Küstennachrichtenwesen) del Mar del Norte
  - Inspección de Artillería Naval (Marineartillerie) A.I.
    - Comando de prueba de artillería (Artillerieversuchskommando) para barcos (A.V.K.S.) en Wilhelmshaven
    - Escuela de Artillería Naval (Schiffsartillerieschule - S.A.S.) en Kiel con los buques escuela  (Schulbooten) Drache, Hay, Delphin
    - Escuela de Artillería Costera (Küstenartillerieschule - K.A.S.) en Schillig y Wilhelmshaven con mando experimental (Versuchskommando) y buque escuela Fuchs

  - Inspección del depósito naval (Marinedepotinspektion - D.I.) en Wilhelmshaven
    - Depósitos de artillería naval (Marineartilleriedepots) in Wilhelmshaven, Cuxhaven, Borkum, Pillau, Swinemünde y Kiel-Dietrichsdorf
    - Depósitos navales (Marinesperrdepots) in Wilhelmshaven, Ciudadela de Grauerort, Kiel-Dietrichsdorf y otros destinos
    - Campo de tiro naval (Marineschießplatz) en Altenwalde
- Astillero naval (Reichsmarinewerft) en Wilhelmshaven, así como un arsenal naval (Marinearsenal), institutos técnicos, autoridades administrativas (Verwaltungsbehörden) y hospitales navales (Marinelazarette)
- Oficinas de la Reichsmarine (Reichsmarinedienststellen) en Hamburgo (desde 1931 transferidas al Distrito Militar II (Wehrkreis II) como Reichswehrdienststelle en Hamburgo. En 1935 reasignadas a la Marina como oficinas de la Kriegsmarine (Kriegsmarinedienststellen) en Bremen, Stettin y Königsberg

### Alcance y equipamiento
El Tratado de Versalles limitó el tamaño y el armamento de la Reichsmarine y le impidió introducir nuevas tecnologías. Las potencias victoriosas querían asegurarse de que una armada alemana no volviera a convertirse en una amenaza. Por otro lado, se habían asegurado de que la Reichsmarine fuera en el futuro previsible la potencia más fuerte en el Mar Báltico para contrarrestar a la nueva Unión Soviética, que era vista con recelo. Al mismo tiempo, las principales potencias intentaron contener la carrera armamentista mutua. El 12 de noviembre de 1921 se celebró en Washington una Conferencia sobre Armamento Naval. Allí las grandes potencias regularon la fuerza de sus flotas entre sí y, para ello, también definieron el desplazamiento y el armamento de los tipos de buques de guerra pesados.
En 1922, la Reichsmarine en realidad no podía tener más de 2 barcos de línea, 5 cruceros y varios barcos auxiliares. Por lo tanto, se hicieron esfuerzos para reducir el tamaño de la tripulación de los buques de guerra y aumentar las habilidades técnicas mediante un entrenamiento intensivo de las tripulaciones, que solo estaban formadas por soldados con muchos años de servicio. Hasta 1924, una Comisión de Control Militar Interaliada (Interalliierte Militär-Kontrollkommission - NIACC), dirigida por un oficial naval británico, supervisó el desarme de la marina y el cumplimiento de los plazos para la construcción de reemplazo. Sólo lentamente se convenció a la Reichsmarine de que desmantelara todos los barcos excedentes y los entregara al Tesoro del Reich (Reichsschatzamt), que se hizo cargo de la venta de los vehículos. Se produjeron repetidas reclasificaciones y cambios de nombre, lo que dificultó a la comisión de control controlar el cumplimiento de la normativa.

### Renovación de la flota
Los primeros buques de guerra de reemplazo se construyeron en 1925. No se puso en marcha un plan de construcción naval a largo plazo debido a limitaciones del Tratado de Versalles. Pero la Armada alemana se benefició del reemplazo de tipo establecido (Flottenkonferenzen) en Washington en 1921. Se indicó el peso de todo el barco, pero sin combustible ni agua de alimentación de calderas. También se utilizó la tonelada larga que pesa 1016 kg. Hasta entonces, en Alemania el desplazamiento de un barco totalmente equipado se expresaba y siempre en toneladas métricas de 1000 kg. Con esta treta se ganó un espacio adicional con el mismo tonelaje. También se empezaron a construir buques de guerra soldados en lugar de remachados.

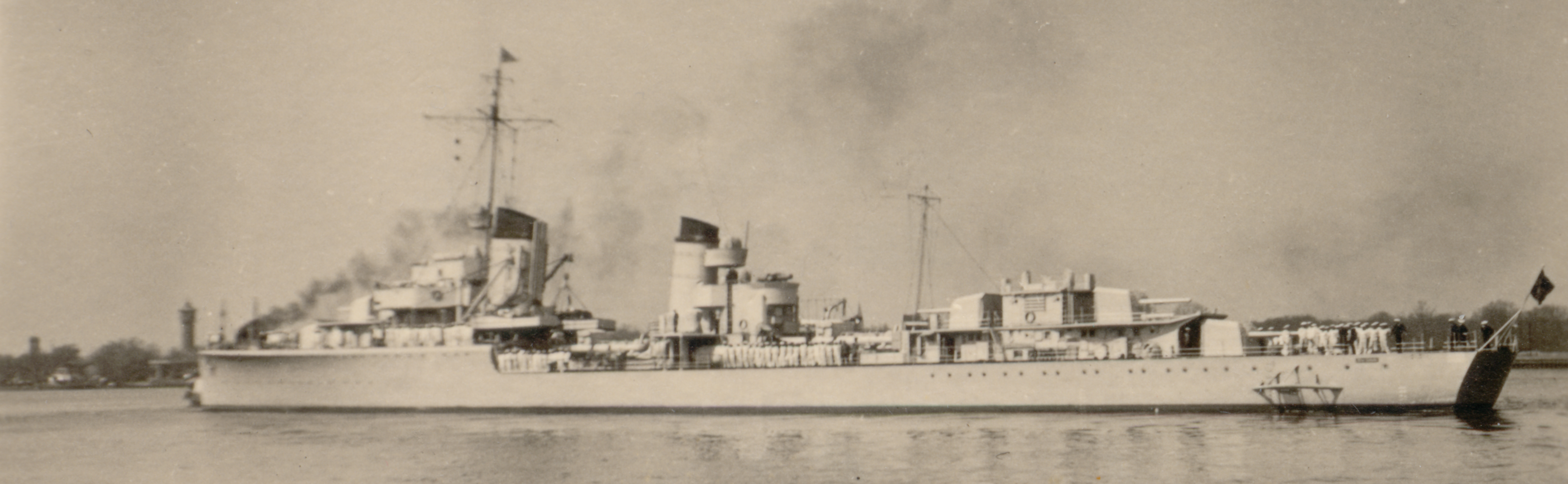
Los destructores modernos como el Z 3 Max Schultz fueron desarrollados por la Reichsmarine, pero no se pusieron en servicio hasta más tarde.

El primer gran sustituto fue el crucero ligero Emden (Cruceros A), que puesto en grada en 1921 y entró en servicio en 1925. En 1924 se logró obtener la aprobación del Reichstag para comprar cuatro cruceros ligeros más (cruceros K) y doce torpederos (Torpedoboot) de las clases Raubvogel y Raubtier.
No fue hasta 1928, bajo el mando del almirante Raeder como nuevo jefe de la gestión naval, que se inició un programa de construcción de reemplazo y se aprobó un plan de reconstrucción (Umbauplan) en 1932. La Armada comenzó a construir acorazados (Panzerschiff) ya en 1929 y comenzó a construir lanchas de ataque (bajo el nombre clave de Schnellboote) y dragaminas (bajo el nombre de Sperrübungsfahrzeuge) a partir de 1930.

### Proyectos secretos de armento y financiación
La Reichsmarine intentó contrarrestar las restricciones de armas de Versalles con un rearme secreto. Estas actividades armamentistas llevaron repetidamente a la Reichsmarine a los titulares. Del presupuesto total de la Reichswehr de 210 millones de marcos, la Armada tenía a su disposición 23 millones de marcos. Oficialmente, con esto no se podrían financiar innovaciones altamente técnicas. Pero la venta de armas para ser destruidas en el extranjero generó a la Marina ingresos ocultos para sus programas no oficiales (“presupuesto B”). De esta forma, la Armada llevó a cabo proyectos de armamento ilegal a gran escala. En el extranjero hubo un gran interés, especialmente por los planes alemanes de construcción de submarinos (U-Boot-Bauplänen). Desde 1922 funcionaba una oficina secreta de diseño alemana, el NV Ingenieurskantoor voor Scheepsbouw en La Haya, pero no fue hasta 1928 que se entregaron dos barcos a Turquía y en 1930 otros barcos a Finlandia. Esta oficina contribuyó decisivamente a mantener la riqueza de conocimientos relacionados con la construcción de unidades submarinas acumulada por Alemania durante la Primera Guerra Mundial, continuando el desarrollo tecnológico y acumulando componentes esenciales. El primer proyecto fue el del Klasse IA Hochsee-Tauchboot (submarino de aguas profundas Clase IA) en 1934.

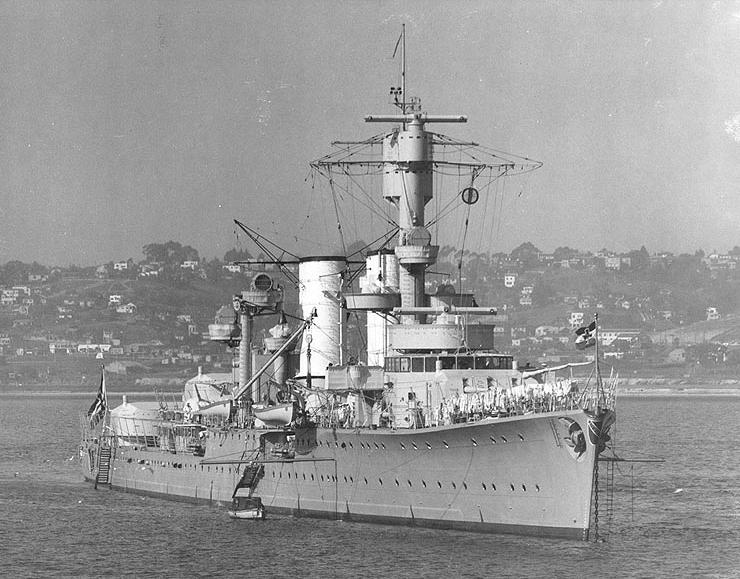
El nuevo crucero Karlsruhe, encargado en 1929, fue utilizado por la Reichsmarine principalmente como buque escuela

La coordinación de estas actividades en la gestión naval (Marineleitung) correspondíó al departamento de transporte marítimo (Seetransportabteilung) del capitán Walter Lohmann entre 1920 y 1927, ya que su departamento ofrecía para ello las mejores opciones de camuflaje. Lohmann tenía que garantizar la incorporación de recursos de guerra naval, incluidas minas, lanchas rápidas y aviones, y para ello fundó una amplia red de empresas tanto institucionales como privadas. En relación con la discusión sobre la construcción de nuevos acorazados, sus actividades se hicieron públicas en el otoño de 1927. El llamado asunto Lohmann puso a la Marina en los titulares de la prensa. El Ministro de Guerra (Reichswehrminister), Otto Geßler, tuvo que dimitir y el jefe del mando naval, el almirante Hans Zenker, fue destituido por el sucesor de Geßler, Wilhelm Groener.
El grupo de protección aérea SB X era responsable de la aviación naval en la Marineleitung. Hasta el final de la República de Weimar, la Reichsmarine insistió en tipos especiales de aviones y en una organización propia. El SB X mantuvo su propio centro de pruebas de aviones y también participó en la formación de pilotos en Lípetsk, en la actual Rusia. En el presupuesto del Ministerio de Transportes del Reich (Reichsverkehrsministerium), la Reichsmarine tenía fondos disponibles para el desarrollo de aviones, al igual que la Oficina de Armamento del Ejército.

### Nuevos acorazados
En vista del envejecimiento de los restantes buques capitales y de la necesidad de poder contrarrestar a la Armada francesa con algunos buques de combate modernos, la Reichsmarine tenía la intención de construir buques de un nuevo tipo de acorazados en la medida permitida por el Tratado de Versalles. El objetivo era crear un barco que estuviera clasificado como crucero según las disposiciones del Tratado Naval de Washington de 1922, pero que fuera un pequeño acorazado en términos de armamento y blindaje. Se pretendía que fuera más rápido que los acorazados convencionales y más poderoso que los cruceros más rápidos de otras naciones. El desplazamiento debería ser de 10 000 LT. En primer lugar, habría que conseguir un buque adecuado.
Después del asunto Lohmann, al principio parecía haberse perdido todo apoyo político a este proyecto. En 1928, el SPD llevó a cabo una exitosa campaña electoral con el lema “barco blindado o comida para niños” (en alemán Panzerschiff oder Kinderspeisung) y se convirtió en la facción más fuerte del Reichstag. Sin embargo, el Canciller del Reich, Hermann Müller, designado por este partido, estaba dispuesto a apoyar el proyecto para poder formar una coalición con los partidos burgueses. Por eso la construcción del acorazado A se decidió en agosto de 1928 con los votos favorables del SPD en el Reichstag. El barco fue botado en 1931 con el nombre de Deutschland. La puesta en servicio de este buque, pese a los acuerdos de la Conferencia Naval de Londres de 1930, supuso el inicio de una nueva carrera armamentística naval.
En 1931 y 1932, el jefe del mando naval, el almirante Raeder, que ocupaba el cargo desde 1928, también logró obtener la aprobación para la construcción de un segundo y un tercer acorazado en el Reichstag, ya que este número se consideraba el mínimo de lo que era necesario para evitar que la Armada francesa bloqueara las costas alemanas.

### Últimos años y transición a laKriegsmarine

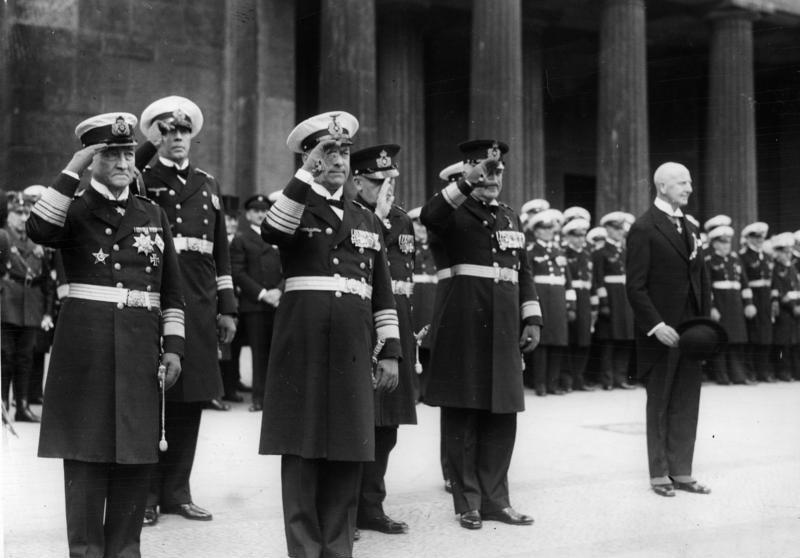
El jefe del mando naval, el almirante Erich Raeder, con otros almirantes en la celebración de Skagerrak el 31 de mayo de 1935. Al día siguiente, la Reichsmarine pasó a llamarse Kriegsmarine

A principios de la década de 1930, la Reichsmarine esperaba obtener una flexibilización de las disposiciones de Versalles mediante la participación en la Conferencia Naval de Londres en 1930 y los éxitos en la Conferencia de Desarme de Ginebra de 1932-1934. Ambos fracasaron debido a la dura postura de Francia, que no aceptó la participación alemana en Londres ni un compromiso propuesto por Gran Bretaña en Ginebra sobre la fuerza de las fuerzas armadas alemanas.
En respuesta al fracaso del Compromiso de Ginebra, el ministro de la Reichswehr, Kurt von Schleicher, anunció el 26 de julio de 1932 que Alemania ya no se sentía obligada por las restricciones del Tratado de Versalles. Ese mismo año, aprobó un plan de reestructuración de la marina que preveía su expansión, la ampliación del armamento más allá de lo permitido anteriormente y, en particular, la creación de un arma submarina y una fuerza aérea naval (Marineluftwaffe), incluido un portaviones. Esto creó las condiciones para que la Reichsmarine acumulara un poder de combate adecuado para las tareas de defensa del Reich antes del fin de la República de Weimar.
El 30 de enero de 1933, Adolf Hitler llegó al poder (Machtergreifung). Tras la muerte del presidente del Reich, Paul von Hindenburg, el 2 de agosto de 1934, hizo jurar el mismo día en su nombre a toda la Reichswehr y se convirtió en su comandante en jefe. El 1 de junio de 1935, la Reichsmarine pasó a llamarse oficialmente Kriegsmarine. Inmediatamente después de que el Acuerdo naval anglo-germano del 18 de junio de 1935 permitiera una importante ampliación de la Reichsmarine hasta un tonelaje del 35 % de la flota británica, comenzaron los preparativos para la Segunda Guerra Mundial.

## Pabellones de guerra usados y propuestos
Resumen de los pabellones usados por la Reichsmarine. Para más información consultar aquí:

Pabellón naval de la Reichsmarine de facto hasta el 31 de diciembre de 1921, idéntico al de la Kaiserliche Marine usado entre el 26 de septiembre de 1903 y el 27 de septiembre de 1919.[15]
Pabellón naval aprobado el 27 de septiembre de 1919 y dado a conocer el 11 de noviembre de 1919. Nunca entró en uso y fue retirado el 11 de abril de 1921.[15][16]
Variante del pabellón naval propuesta en septiembre de 1920, sin llegar a entrar en uso
Variante del pabellón naval de octubre de 1920. Tampoco entró en uso.
Pabellón naval de guerra adoptado el 11 de abril de 1921. De uso obligado del 1 de enero de 1922 al 13 de marzo de 1933.[17][3]
Torrotito de proa en uso legal del 1 de enero de 1921 al 13 de marzo de 1933, usado también en buques gubernamentales
Pabellón naval de guerra y torrotito en uso desde el 14 de marzo de 1933 al 31 de mayo de 1935.[nota 2][19]

## Lista de buques de laReichsmarine

### Buques procedentes de laKaiserliche Marine
Acorazados
- Clase Deutschland
  - Schleswig-Holstein (1908-1944)
  - Hannover (1907-1944). Desde 1931 buque para evaluación de daño de minas
  - Schlesien (1908-1945)
- Clase Braunschweig
  - Braunschweig (1904-1932)
  - Elsaß (1904-1936)
  - Lothringen (1904-1931)
  - Preußen (1903-1945). Transformado en nodriza de dragaminas en 1919
  - Hessen. Transformado en buque objetivo por radiocontrol
- Clase Wittelsbach
  - Zähringen (1899-1945). Transformado en buque objetivo en 1928

Cruceros
- Clase Bremen
  - Berlín (1906-1929)
  - Hamburgo (1908-1931)
- Clase Gazelle
  - Nymphe (1900-1931)
  - Niobe (1900-1925) (1943); (tras ser capturado en Italia)
  - Thetis (1901-1929)
  - Amazone (1901-1931)
  - Medusa (1901-1929)
  - Arcona (1903-1945)

Grandes torpederos (destructores)
- Clase V-1
  - V-1, V-2, V-3, V-5, V-6
- Clase G-7
  - G-7, G-8, G 10, G 11
- Clase S-13
  - S-18, S-19, S-23
- Clase B-122
  - B-123
- Clase V-170
  - V-175
- Clase V-178
  - S-185
- Clase H-186
  - H-190, H-196

Torpederos
- Clase S-131
  - T-139
- Clase V-125
  - T-141, T-143, T-144
- Clase H-145
  - T-146
- Clase G-148
  - T-148, T-149
- Clase V-150
  - V-151
- Clase S 152
  - T-152, T-153, T-154, T-155, T-157
- Clase V-158
  - T-158
- Clase H-166
  - T-168

Cazasubmarinos
- UZ 27 - 20 baja en febrero de 1936, entregado a la SA
- IP 28 - 16 baja en mayo de 1934, entregado a la SA
- IP 29 - 20 baja en febrero de 1936, entregado a la SA
- UZ 30 – baja en 1923, convertido en buque de operaciones de vuelo, dado de baja en 1927, entregado a la Aduana
- IP 31 - baja en 1923, convertido en buque de operaciones de vuelo.
- UZ 32 - baja
- IP 33 – baja
- IP 34 - baja el 16 de mayo de 1934, entregado a la SA
- UZ 35 – baja el 9 de junio de 1936, entregado a la SA

Buques auxiliares
- Buques escuela
  - Buque escuela a vapor
    - Niobe desde 1921, vendido en 1926

  - Buque escuela a vela
    - Gorch Fock

- Objetivo por radio control
  - Zähringen (1902-1945)
  - Hessen
- Nodriza de dragaminas
  - Preußen (1903-1945), desde 1919

### Reemplazo de antiguos buques
Acorazados
- Clase Deutschland
  - Deutschland (1933-1948) por el Preußen
  -  Admiral Scheer (1934-1945) por el Braunschweig

Cruceros
- Clase Emden
  - Emden (1925-1945) por el Niobe
- Clase K
  - Königsberg (1929-1940) por el Thetis
  - Karlsruhe (1929-1940) por el Medusa
  - Köln (1930-1945) por el Arcona
- Clase Leipzig
  - Leipzig (1931-1946) por el Amazone
  - Nürnberg (1935-1945) por el Nymphe

Destructores
- Leberecht Maass (Z-1)
- Georg Thiele (Z-2)
- Max Schultz (Z-3)
- Richard Beitzen (Z-4)

Torpederos
- Clase Raubvogel
  - Möwe (1926)
  - Seeadler (1926)
  - Greif (1926)
  - Albatros (1926)
  - Kondor (1926)
  - Falke (1926)
- Clase Raubtier
  - Wolf (1927)
  - Iltis (1927)
  - Luchs (1928)
  - Tiger (1928)
  - Jaguar (1928)
  - Leopard (1928)

Lanchas rápidas
- IP, S 11 (1927) - 1828 pruebas, entregada a la Luftwaffe el 14 de junio de 1930.
- IP, S 12 (1925) - 1929 pruebas, baja el 31 de marzo de 1931; vendida
- IP S 13 (ex LM 20) – reconstruido en 1926, baja el 31 de marzo de 1931; vendida
- IP S 14 (ex LM 22) - reconstruido en 1926, baja el 31 de marzo de 1931; vendida
- IP S 15 (ex LM 23) - reconstruido en 1926, baja el 9 de junio de 1933; vendida
- IP S 16 (ex LM 27) - reconstruido en 1926, baja el 7 de agosto de 1930; vendida
- IP S 17 (ex LM 28) – reconstruido en 1926, baja el 9 de junio de 1933; vendida
- IP S 18 (ex Narwhal) - 1928 pruebas, baja el 31 de marzo de 1931; vendida
- IP S 19 (ex Lusi 1) – construido en 1930, en servicio el 6 de septiembre de 1932; vendida
- IP S 20 (ex LM 16) - reconstruido en 1926, baja el 31 de marzo de 1931; vendida
- IP S 21 (ex LM 21) - reconstruido en 1926, baja el 9 de junio de 1933.
- S 1 (1929) - 7 de agosto de 1930 como el IP S 16 renombrada el 16 de marzo de 1932 como S 1, vendida a España el 10 de diciembre de 1936, renombrada Badajoz (LT-15), baja en 1944.
- S 2 (1932) – puesta en servicio el 22 de abril de 1932, vendida a España el 10 de diciembre de 1936, renombrada Falange (LT-13), perdida en 1937.
- S 3 (1932) - puesta en servicio el 27 de mayo de 1932, vendida a España el 10 de diciembre de 1936, renombrada Oviedo (LT-12), baja en 1940.
- S 4 (1932) - puesta en servicio el 20 de junio de 1932, vendida a España el 10 de diciembre de 1936, renombrada Requeté (LT-11), baja en 1946.
- S 5 (1932) - puesta en servicio el 14 de julio de 1932, 10 12 vendida a España el 10 de diciembre de 1936, renombrada Toledo (LT-14), baja en 1944.
- S 6 (1932) - puesta en servicio el 23 de noviembre de 1933.
- S 7 (1933) - puesta en servicio el 10 de octubre de 1934.
- S 8 (1934) - puesta en servicio el 6 de septiembre de 1934, pontón en 1945.
- S 9 (1934) - puesta en servicio el 12 de junio de 1935, tomada como botín de guerra por los Estados Unidos.
- S 10 (1934) - puesta en servicio el 7 de marzo de 1935, tomada como botín de guerra por los Estados Unidos en 1945.
- S 11 (1934) - puesta en servicio el 3 de agosto de 1935, capturada por la Unión Soviética en 1945.
- S 12 (1935) - puesta en servicio el 31 de agosto de 1935, tomada como botín de guerra por los Estados Unidos en 1945.
- S 13 (1935) - puesta en servicio el 7 de diciembre de 1935, tomada como botín de guerra por el Reino Unido en 1945.